# Eupolybothrus obrovensis
Eupolybothrus obrovensis är en mångfotingart som först beskrevs av Karl Wilhelm Verhoeff 1930.  Eupolybothrus obrovensis ingår i släktet Eupolybothrus och familjen stenkrypare.
Artens utbredningsområde är:
- Italien.
- Kroatien.
- Slovenien.

Inga underarter finns listade i Catalogue of Life.